# Bord
Et bord er et møbel med en vandret flade af forskellige materialer, som er hævet fra gulvhøjde, typisk vha. fire bordben. På bordet kan man stille ting, eller at man kan sidde omkring det, eller begge dele.
Der findes mange forskellige slags borde.